# Appias drusilla
Espèce
Appias drusilla est une espèce de lépidoptères (papillons) de la famille des Pieridae et de la sous-famille des Pierinae.

## Dénomination
Appias drusilla a été décrit par l'entomologiste Pieter Cramer en 1777 sous le nom de Papilio drusilla. Il existe des sous-espèces. Son nom complet est Appias (Glutophrissa) drusilla.

### Noms vernaculaires
Ce papillon se nomme en anglais Florida White ou Tropical White .

### Taxinomie
Liste des sous-espèces :
- Appias drusilla drusilla en Argentine, au Brésil et au Pérou.
- Appias drusilla boydi (Comstock, 1943); à la Dominique.
- Appias drusilla castalia (Fabricius, 1793); à la Jamaïque.
- Appias drusilla comstocki (Dillon, 1947); à la Dominique.
- Appias drusilla monomorpha (Hall, 1936)
- Appias drusilla neumoegenii (Skinner, 1894); en Floride.
- Appias drusilla poeyi (Butler, 1872); à Cuba.
- Appias drusilla tenuis (Lamas, 1981); au Pérou[1].

## Description
Le mâle et la femelle sont de couleur blanche sur les deux faces avec une minime suffusion jaune.
L'apex des antérieures est bordé de noir sur le dessus.

## Biologie

### Plantes hôtes
Les plantes hôtes de sa chenille sont des Drypetes dont Drypetes alba et Drypetes laterifolia et desCapparis dont Capparis flexuosa,.

## Écologie et distribution
Appias drusilla est présent dans le sud de l'Amérique du Nord en Floride, à la Dominique, à Cuba, à la Jamaïque, à la Martinique et la Guadeloupe et en Amérique du Sud, en Argentine, au Brésil et au Pérou,.

### Protection
Pas de statut de protection particulier.